# William Brown (Politiker, 1809)

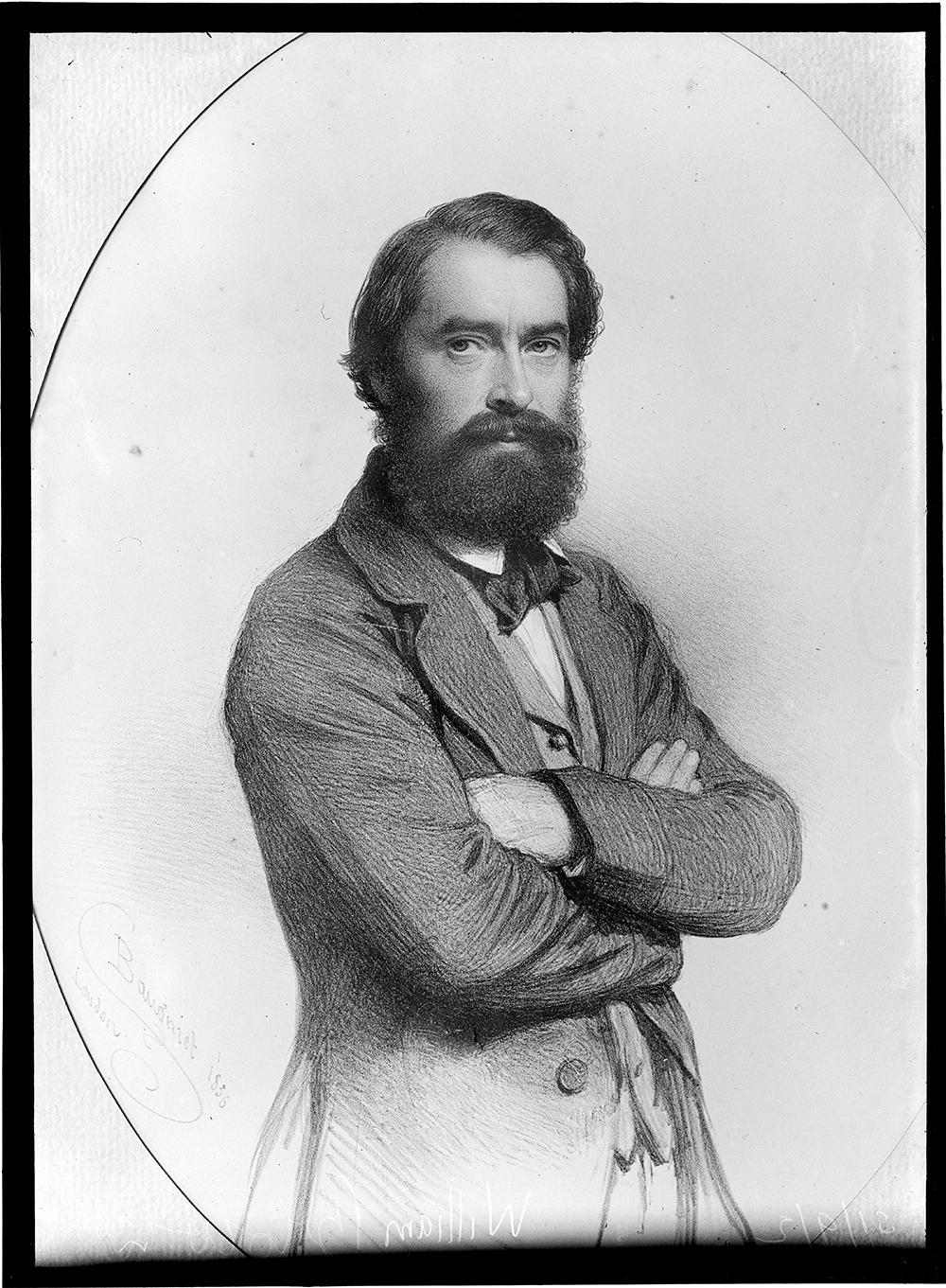
William Brown (1856) porträtiert von Charles Baugniet

Sir William Brown (* 1809 oder 1810 in Dundee, Grafschaft Angus, Schottland; † 19. Januar 1898 in London, England) war ein schottischer Jurist und später neuseeländischer Kaufmann, Verleger, Zeitungsbesitzer, Autor, Provincial Superintendent und Politiker.

## Frühes Leben
William Brown wurde im Jahr 1809 oder 1810 in Dundee in Schottland geboren. Über seine Eltern, seine Kindheit und auch Jugendzeit ist nichts bekannt. Er studierte Rechtswissenschaft und arbeitete anschließend als Writer to the Signet (Jurist in Schottland, der besondere Privilegien bei der Erstellung amtlicher Dokumente genießt). Noch in Schottland, heiratete er seine Frau Jessie Smith.

## Australien
1839 wanderte Brown mit seiner Frau nach Australien aus und ließen sich in Adelaide, South Australia nieder. Nachdem sie vergeblich darauf gehofft hatten ein seiner Meinung nach überteuertes Grundstück kaufen zu können und während dieser Zeit in für sie unhaltbaren Zuständen gelebt hatten, reisten sie Ende 1839 auf der Palmyra nach Sydney und von dort aus mit einem anderen Schiff weiter nach Neuseeland.

## Neuseeland
Sie erreichten am 2. Februar 1840 die Bay of Islands. In Coromandel traf Brown dann zufällig wieder John Logan Campbell, mit dem er sich bereits auf der Palmyra angefreundet hatte. Sie taten sich zusammen und erwarben am 22. Mai 1840 von dem Stamm der Ngāti Tama-Te-Rā die Insel Motukorea, die sie seinerzeit in Browns Island umbenannten. Am 13. August 1840 nahmen sie ihre Insel in Besitz und wohnten dort. Als Auckland dann zur Hauptstadt der neuen Kolonie erklärt wurde, beschlossen beide dort als Händler ihr Geschäft zu machen. Am 19. April 1841 erwarben sie bei der ersten Landversteigerung ein Stück Land in Shortland Crescent und errichteten dort das Acacia Cottage, wo sie an der Straßenfront ihr Geschäft einrichteten. Mit ihrer neu gegründeten Firma Brown and Campbell wurden sie als Auktionatoren, Schifffahrtsagenten, Importeure tätig und trieben einen erfolgreichen Handel mit den Māori. 1843 gründete Brown mit einem Partner zusammen die gegen die Regierung gerichtete Zeitung The Southern Cross, deren alleiniger Besitzer Brown später wurde. Um Browns Kritik an der Regierung zu bändigen, berief Gouverneur George Edward Grey Brown in den Legislative Council der Kolonie, was er später bereute.
1844 erwarb Brown and Campbell mit der Bolina eine Bark, womit die Firma einerseits Waren transportieren konnten und als das Schiff am 20. Dezember 1844 aus dem Waitematā Harbour zum ersten Mal auslief, die Familie Brown an Bord hatte, da Browns Frau Jessie zur medizinischen Behandlung nach England zurückkehren musste. Auf der Reise vollendete Brown sein Buch „New Zealand and its Aborigines“, das er 1845 in London veröffentlichte. Zeitgleich kam er mit William Gibson, einem wohlhabenden Kapitalisten aus St Andrews in Schottland überein, als Stiller Teilhaber mit frischem Geld für den geschäftlichen Erfolg von Brown and Campbell zu sorgen. Die Verbindung bestand über 10 Jahre hinweg.
Mit der Einführung der repräsentativen Institutionen in Neuseeland im Jahr 1853, trat sich Brown als Volkstribun hervor, wurde für die Stadt Auckland ins Repräsentantenhaus gewählt. Doch die Wahl zum Superintendenten für Auckland konnte er im Juli 1853 zunächst nicht für sich entscheiden. Zwei Jahre später konnte er sich dann gegen seinen Widersacher Frederick Whitaker durchsetzten und wurde Superintendent. Doch der neue Provinzrat war von seinen politischen Feinden beherrscht und die machten ihm seinen neuen Job nicht zur Freude. Im Juli 1855 kündigte Brown zur Verwunderung der Leute in der Stadt an, dass er die Kolonie verlassen werde. Mit Campbell war er übereingekommen, bei einem geschätzten gemeinsamen Vermögen von 110.000 Pfund die Firma in Neuseeland von einem Manager leiten zu lassen und so verließ Brown mit seiner Frau und seinen beiden Kindern am 7. Februar 1856 Neuseeland. Campbell folgte kurze Zeit später.

## England
Brown ließ sich mit seiner Familie im Londoner West End nieder, wo sie sich begannen einen Namen zu machen. Campbell hingegen war 1860 gezwungen für zwei Jahre nach Neuseeland zurückzukehren, um die Geschäfte ihrer gemeinsamen Firma in Ordnung bringen zu können. In den späteren 1860er Jahren überzeugten dann ansässige Partner Brown und Campbell, dass es nicht möglich ist die gemeinsame Firma von England aus zu führen. Campbell kehrte 1871 erneut nach Neuseeland zurück, doch Brown zögerte. So entschloss sich Campbell die Auflösung der Partnerschaft mit Brown im folgenden Jahr anzubieten. Doch dafür hätte Brown zurück nach Auckland reisen müssen. Als dann im Jahr 1894 die New Zealand Loan and Mercantile Agency Company hohe Forderungen an die Aktionäre der Firma stellte, befand sich Brown in einer äußerst schwierigen Lage. Er war gezwungen, eine „Erklärung über seine Mittellosigkeit“ abzugeben und seine Aktien, seine letzte noch verbliebene Kapitalanlage, zu veräußern. Brown zählte 1855 zu den reichsten Männern der Stadt Auckland und nun war er gezwungen sein Londoner Haus zu verkaufen. Brown zog zu seiner Tochter Laura und verstarb dort am 19. Januar 1898 mittellos.

## Werke
- 1845 – William Brown: New Zealand and its aborigines. being an account of the aborigines, trade, and resources of the colony, and the advantages it now presents as a field for emigration and the investment of capital. Elder Smith, London 1845 (englisch).